# Drzykowa
Drzykowa – przysiółek wsi Marcinkowice w Polsce, położony w województwie małopolskim, w powiecie nowosądeckim, w gminie Chełmiec.
Dawniej Drzykowa stanowiła część gminy jednostkowej Rdziostów.
W latach 1975–1998 miejscowość administracyjnie należała do województwa nowosądeckiego.